# بخش خاوومیرآباد
بخش خاوومیرآباد نام بخشی در شهرستان مریوان استان کردستان در ایران است و براساس سرشماری مرکز آمار ایران در سال ۱۳۸۵، جمعیت آن ۱۱۸۴۹ نفر (۲۵۱۳ خانوار) بوده‌است.راه روستایی خاو و میرآباد در سال ۱۳۹۶ ه.ش توسط شرکت آبراه سیروان زاگرس به سرپرستی ((مهندس سامان قادری)) بهسازی و آسفالت گردید.